# Comostola flavifimbria
Comostola flavifimbria là một loài bướm đêm trong họ Geometridae.